# Alžběta z Virneburgu
Alžběta z Virneburgu (1303? – 14. září 1343) byla rakouská vévodkyně, manželka Jindřicha Habsburského, dcera hraběte Rudolfa z Virneburgu.
Sňatek Alžběty a Jindřicha byl uzavřen roku 1314 a jeho hlavním důvodem bylo Alžbětino příbuzenské pouto s kolínským arcibiskupem. Byla neteří kurfiřta Jindřicha z Virneburgu a Habsburkové potřebovali arcibiskupovu podporu v nadcházející římské volbě. Manželství zůstalo bezdětné pravděpodobně díky dlouhému Jindřichovu věznění po bitvě u Mühldorfu (1322), kde byli Habsburkové a jejich spojenci poraženi. Fridrich se stal tehdy vězněm svého bratrance a protikrále Ludvíka Bavora. Mladšího Jindřicha získal jako cenného zajatce Bavorův spojenec, český král Jan a ubytoval jej na hradě Křivoklát. Věznění zřejmě podlomilo vévodovo zdraví, protože Alžběta roku 1327 ovdověla. Zemřela roku 1343 a nejprve byla pohřbena v klášteře Königsfelden. V roce 1770 byly její ostatky převezeny do St. Blasien a od roku 1809 je pochována v St. Paul v Lavanttalu.